# Weer
Weer je obec v Rakousku ve spolkové zemi Tyrolsko v okrese Schwaz.
Žije zde 1 545 obyvatel (1. 1. 2012).

## Osobnosti spojené s obcí
Veit Graber (*1844 - 1892), zoolog